# FSM (automóviles)
La Planta de producción automovilística de Małolitrażowych (en polaco: Fabryka Samochodów Małolitrażowych, conocida también por el acrónimo de FSM), surge de los acuerdos suscritos entre el fabricante italiano Fiat y la F.S.O para la producción de coches de gama popular. Como marca, estuvo activa hasta 1991, y tras su privatización hace parte del conglomerado italiano automovilístico Fiat.

## Historia
La Planta de Equipos Mecánicos "Polmo", la predecesora de la actual planta de Fiat en Bielsko-Biala, inicialmente fabricaba motores para bombas de agua. Los motores del modelo producido eran constantemente mejorados, y luego este modelo de motor se utiliza para construir una variante del coche Syrena, de la FSO. A finales de los años 60 la FSM asumió la producción de motores y transmisiones completas,  desde 1969, y luego la producción de suspensiones frontales para los Syrena 104 de la FSO. Luego de que la presidencia de Polonia fuera tomada por Edward Gierek, quien fuera el anterior primer secretario del KW PZPR en la Alta Silesia, se daría entonces un clima favorable para iniciar la producción de automóviles en la región.
La Fabryka Samochodów Małolitrażowych (FSM) se fundó realmente en el año de 1971; tras años de negociaciones, y ante la necesidad de masificar el uso del automóvil de pasajeros, luego, la FSM de Bielsko iniciaría un proceso de transformación, en las que se incluyó la construcción de una gran cantidad de plantas de trabajos y forjas mecánicas en la región (por ejemplo la unidad de forja de Ustronia y Skoczow, en marzo de 1971, y la fundidora de acero de Skoczow, y la Unidad de Producción de Componentes Automovilísticos de "Polmo" en Sosnowiec), con estas factorías en firme; se inicia la producción tanto de equipos eléctricos, como la fundición y forja del aluminio para otras instalaciones mecánicas en Bielsko, en la Planta de Metalurgia de Bielsko, y en la Planta "Romet" en Czechowice. 
Junto a las otras unidades del conglomerado (que eran ya en realidad 12 plantas), se da la licencia de producción por parte de la Fiat del primer modelo, el Fiat 126p; construyéndose para ello una nueva planta de estampación y laminado de acero en la ciudad de Tychy (en 1975). Como parte del pago de las licencias y cargos por el suministro de equipos y la transferencia tecnológica, se daría en forma de reembolso la producción de motores para la exportación enfocados a atender la demanda del Fiat 126 en el año de 1980 año, con destino a Italia.
En la segunda mitad de los años setenta en el conglomerado compuesto por las siguientes entidades 

### Plantas de producción
| Nombre de la planta                                                      | Ciudad de asiento    | Trabajo/Especialización |
| ------------------------------------------------------------------------ | -------------------- | --- |
| Planta Nº 1                                                              | Bielsko-Biała        | Producción del Syrena, Polski Fiat 126p, producción de componentes mecánicos para y del Fiat 126p, válvulas, y fundición de piezas hechas de metales no ferrosos |
| Planta Nº 2                                                              | Tychy                | Producción y ensamblaje del Polski Fiat 126p |
| Planta Nº 3                                                              | Ustroń               | Forja de aceros y materiales no ferrosos especializados. |
| Planta Nº 4                                                              | Skoczów              | Forja de Acero |
| Planta Nº 5                                                              | Skoczów              | Fundición de Aceros especiales |
| Planta Nº 6                                                              | Częstochowa-Aniołów  | Ensamblaje y producción de bicicletas, motocicletas y otros vehículos de dos ruedas                                                                              |
| Planta Nº 7                                                              | Sosnowiec            | Herrajes y chapados para puertas, lámparas para vehículos Fiat y para coches Lada.                                                                               |
| Planta Nº 8                                                              | Czechowice-Dziedzice | Bicicletas, componentes para automóviles, instalaciones de la cooperativa de montaje del Syrena                                                                  |
| Planta Nº 9                                                              | Bielsko-Biała        | Maquinarias, herramientas de mano y maquinaria así como equipos para las empresas del total de las plantas de la FSM.                                            |
| Planta Nº 10                                                             | Wapienica            | Ensamblaje y emparejamiento de los elementos del Syrena, terminados, y entregas                                                                                  |
| 'Planta Nº 11'                                                           | Bielsko-Biała        | Ensamblaje, montaje y acabados finales del Syrena |
| Planta Nº 12                                                             | Skoczów              | Elementos adicionales en la construcción de los automóviles, trabajos de torneado, forros y artefactos usados en los acabados de habitáculo central.             |
| Planta de Proyectos de Diseño Artísticos                                 | Bielsko-Biała        | Diseños especiales. |
| Planta de Materiales para el Transporte de Pasajeros                     | Bielsko-Biała        | |
| Instytut Badań i Rozwoju Motoryzacji BOSMAL (Ośrodek Badawczo-Rozwojowy) | Bielsko-Biała        | Instituto de diseño industrial, se encargó de los prototipos y adaptaciones de los coches Fiat para Europa oriental.                                             |

En la década de los 70, no había un coche construido con la idea de ser un coche popular, asequible para todo el público; y tras los acuerdos de la Fiat con la local FSO, surge la idea de producir una variante local del Fiat 126, el Fiat Polski 126p, la variante polaca del Fiat 126. Para este proyecto se construyeron nuevas facilidades de producción en la localidad de Tychy.
Esta fábrica de coches tiene su propio Centro de Investigación y Desarrollo de automóviles llamado Bosmal. De esta surgieron estilos y diseños diferentes de las carrocerías en producción, en especial ha de tenerse en cuenta el boceto de un coche muy común ahora, el Renault Twingo, así como se hizo en éste las modificaciones de la versión polaca del Fiat 126p, incluyendo su reducción y su adaptación para un sistema de tracción delantera. 
En los años 80 se hicieron unas cuantas copias de un prototipo, denominado Beskid FSM 106. Actualmente Bosmal es una institución independiente, dedicada a tal Orden de la Fiat Auto Polonia, además de la producción de vehículos en las plantas de dicha sucursal se diseñan y construyen bicicletas de uso corriente y de las bicicletas plegables, así como de las bicicletas infantiles bajo la marca FSM Reksio. 
El tope máximo en la producción de la fábrica llegó a las 200 000 unidades por año. A comienzos de los años 80 y 90, esta cifra se redujo debido a la desactualización y a la inversión anual en la renovación del envejecido complejo de estructuras para la producción, y se seguían fabricando coches ya desfasados como el Fiat 126p (que en 1990 sería de cerca de 155 188 coches, en 1991 llegaría a las 111 905 unidades), y luego la producción de la serie de Fiat 126 se detendría hasta descender notoriamente (en 1990 sólo se venderían 36 364 unidades, y en 1991 11 969 unidades); luego la licencia de producción cedida por la Fiat vencería, pasándose a producir el Cinquecento (que en 1991 sólo llegó a las 5614 unidades). 
Esta planta también produjo hasta bien entrados los años 80 el FSO Syrena, un modelo de la otra planta automovilística importante de Polonia, la FSO. La marca FMS estuvo activa entre 1972 y 1991, cuando dentro de los procesos de privatización en Polonia, sucedidos después de la caída del comunismo; pasaría a ser propiedad de la Fiat Group S.p.A.. Después de la adquisición por parte de Fiat, la FSM comenzó su época de crecimiento acelerado, llegando la producción a más de 300 000 unidades por año, que es la cifra alcanzable en la actualidad.

## Actualidad

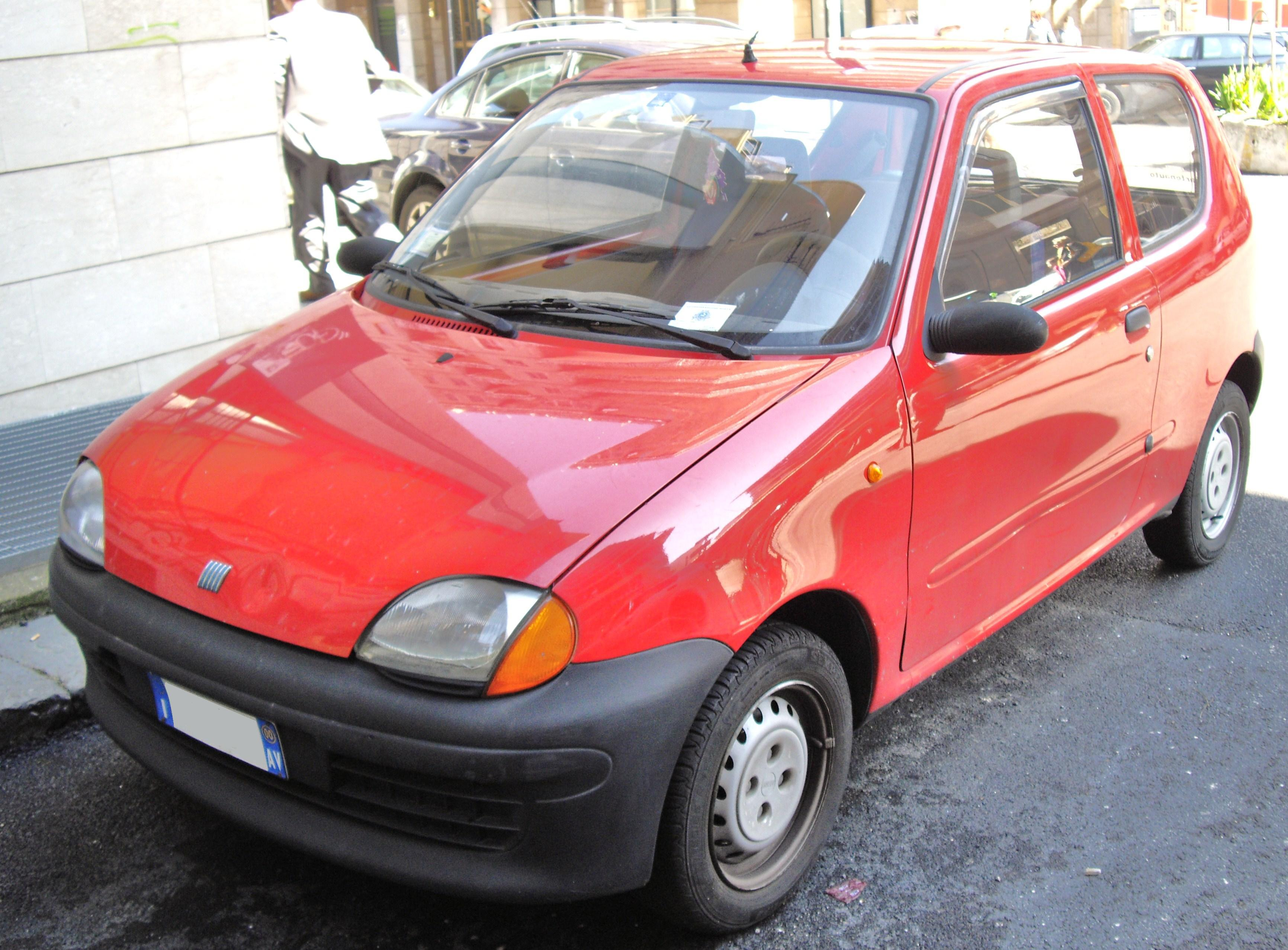
Foto de un Fiat Seicento en Italia.

Luego de ser privatizada su razón social pasa a ser Fiat Auto de Polonia (en polaco: Fiat Tychy). En dicha fábrica se produjo el Fiat Cinquecento y a su sucesor, el Fiat Seicento. El último Fiat 126p se ensambló en el año 2000. Todos los Cinquecentos, Seicentos y hasta los nuevos Panda se produjeron/ensamblaron en Polonia. La Fiat Auto Polonia a su vez produce los nuevos modelos del Fiat 500.
Hay otras plantas que son anexas a las facilidades inicialmente instaladas de las localizadas en Bielsko-Biała, destinadas principalmente a la construcción de los componentes mecánicos, y desde el año 2002 ha sido el centro del joint venture entre la Fiat Group y la General Motors usado para la producción de los motores diésel 1.3L Multijet de combustible diésel.

## Modelos producidos en Bielsko-Białay en laFábrica de Tychy (FSM y Fiat Auto Polonia)
- Syrena, (1957–1983, Bielsko-Biała)
- Fiat Polski 126p (1973–2000, Bielsko-Biała y en Tychy)
- Fiat 126 BIS (1987–1991, Bielsko-Biała)
- Fiat Cinquecento (1991–1998, Tychy)
- Fiat Uno (1994–2002, Bielsko-Biała y en Tychy)
- Fiat Seicento (1998–2009, Tychy)
- Fiat Siena (1997–2001, Bielsko-Biała y en Tychy)
- Fiat Palio Weekend (1998–2004, Bielsko-Biała y en Tychy).
- Fiat 500 (2007–actualmente, en Tychy)
- Ford Ka II
- Fiat Nuova Panda (2003-actualmente)
- Lancia Ypsilon (2010-actualmente)

## Imágenes

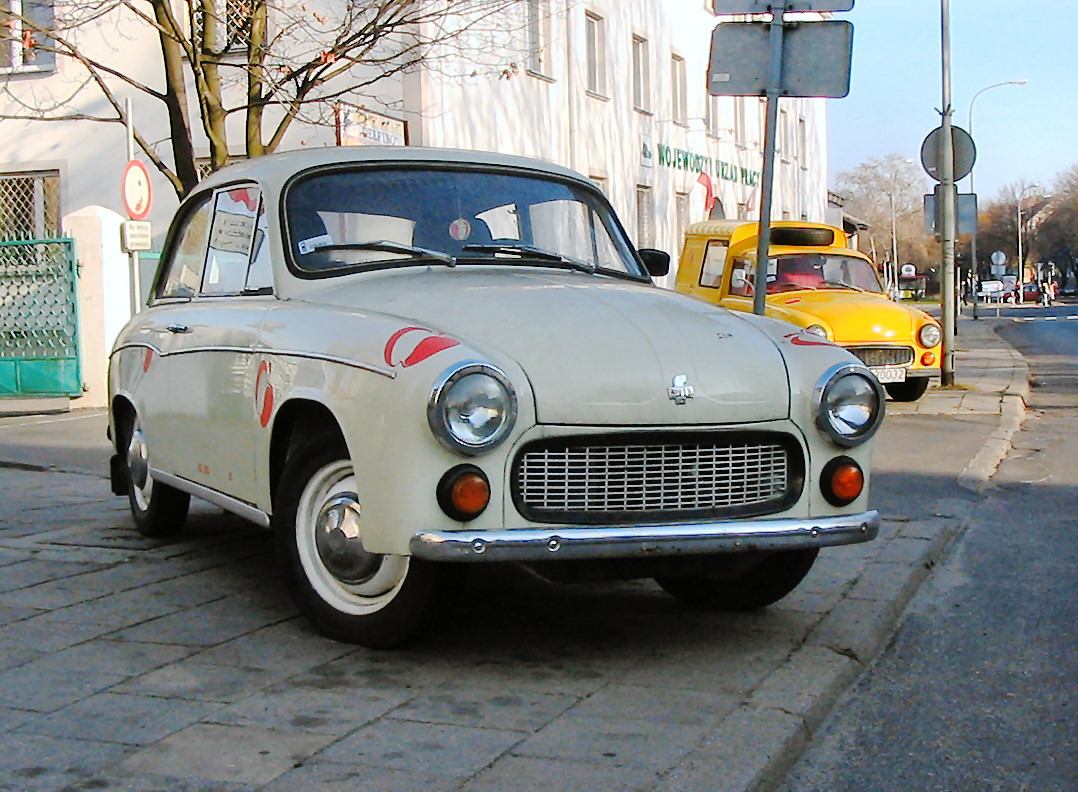
Syrena 105
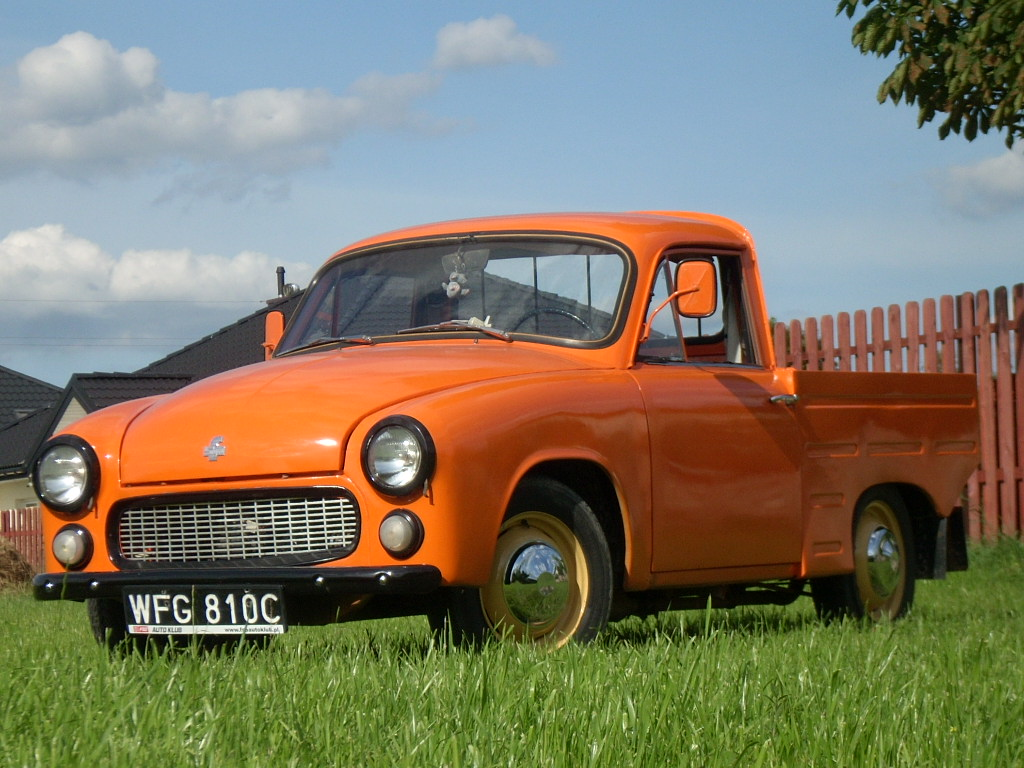
Syrena R20
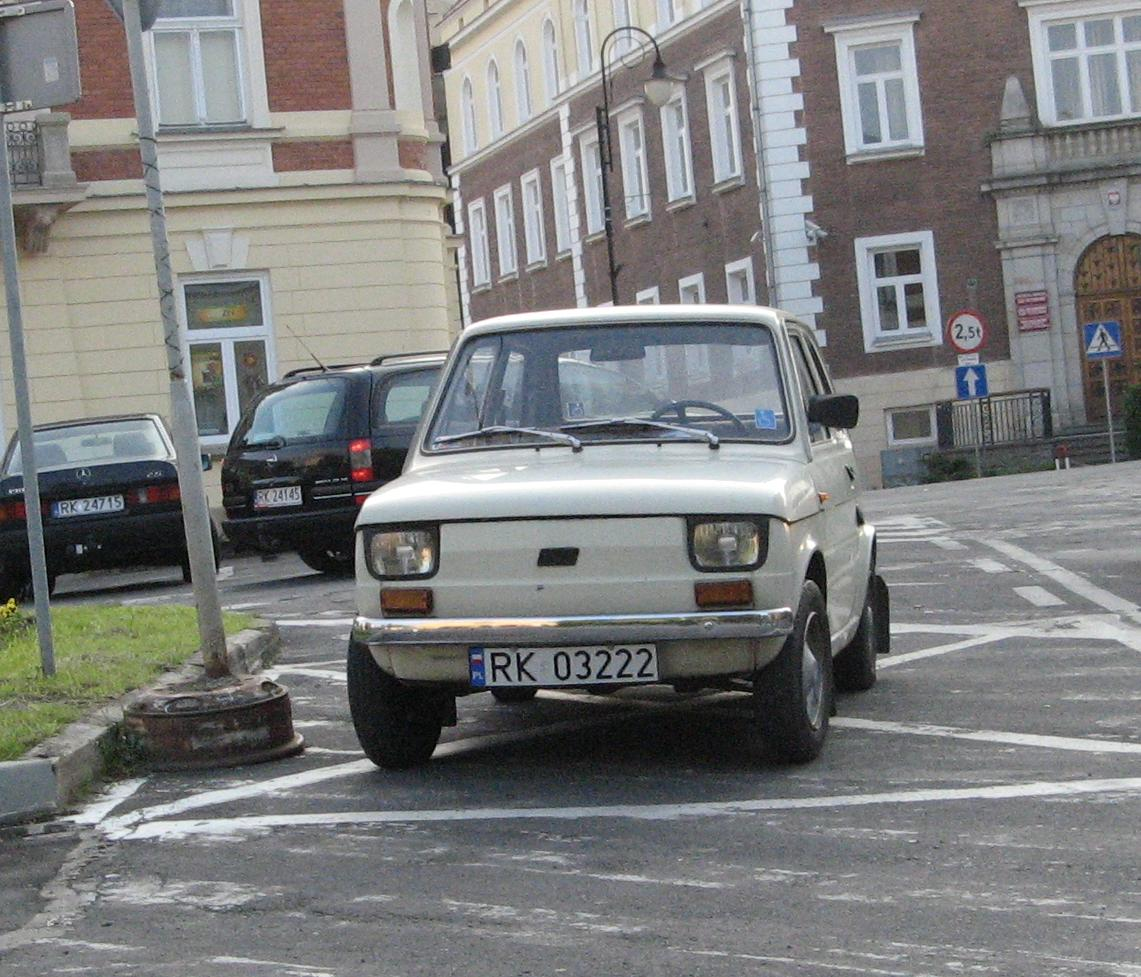
Fiat Polski 126p
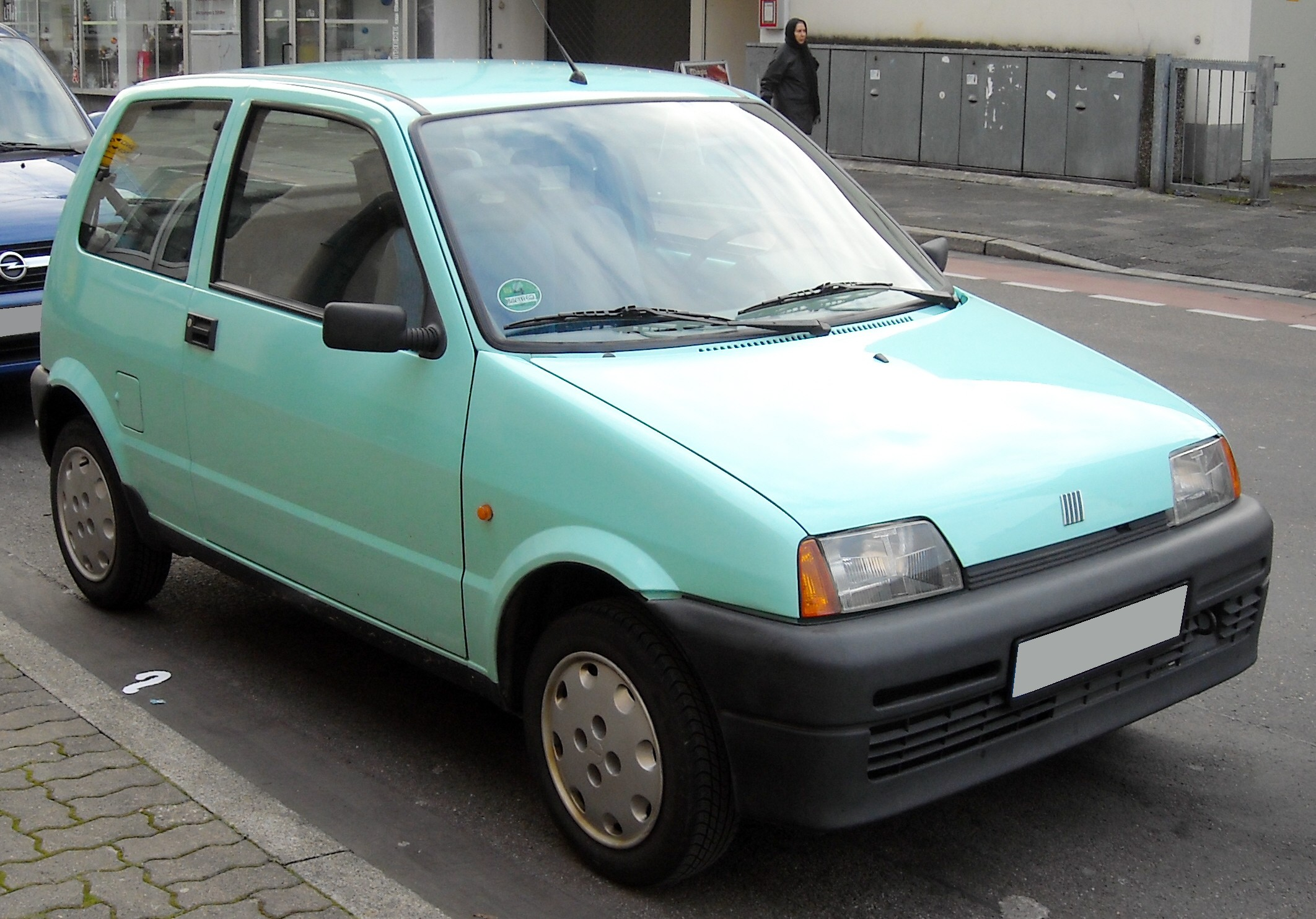
Fiat Cinquecento
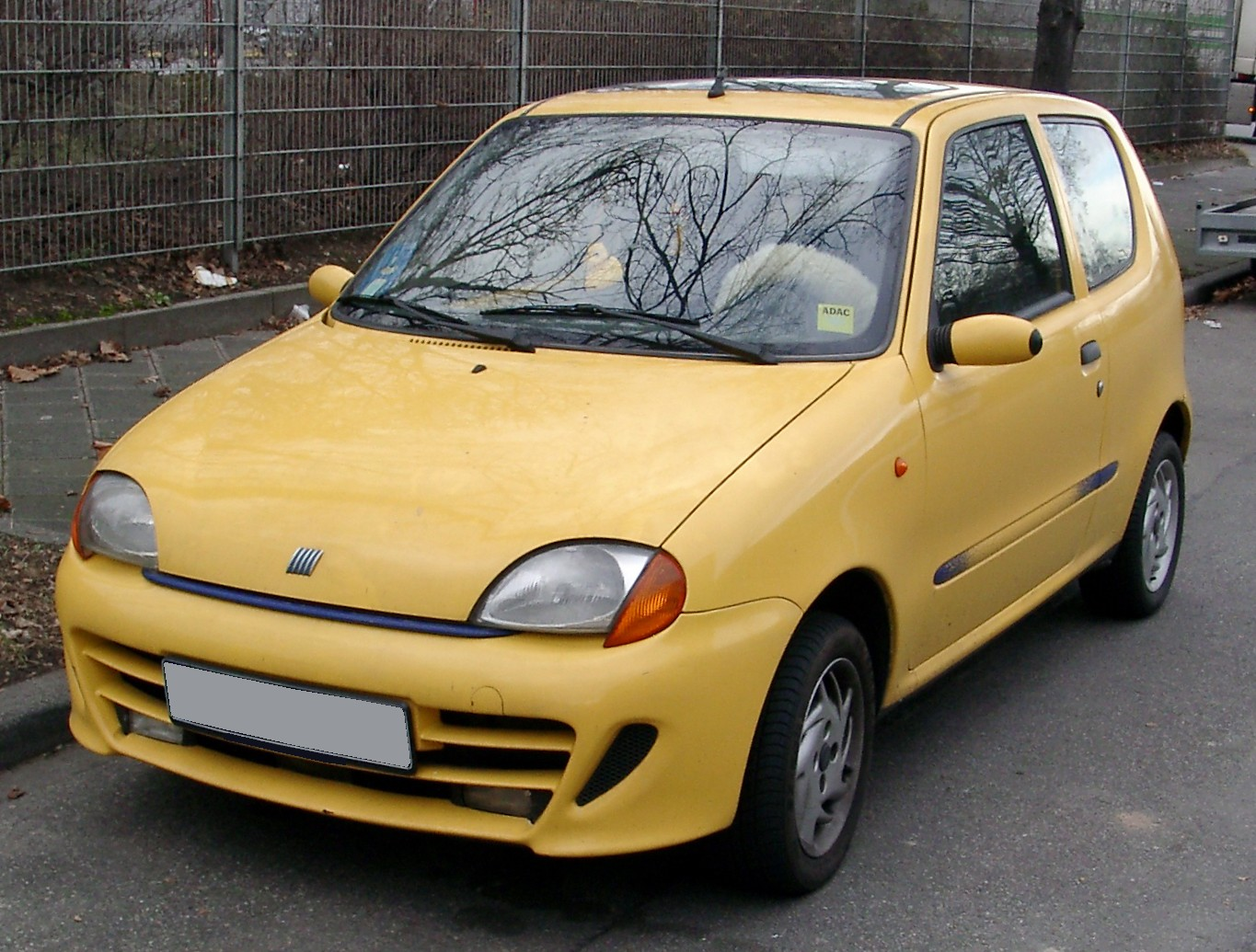
Fiat Seicento
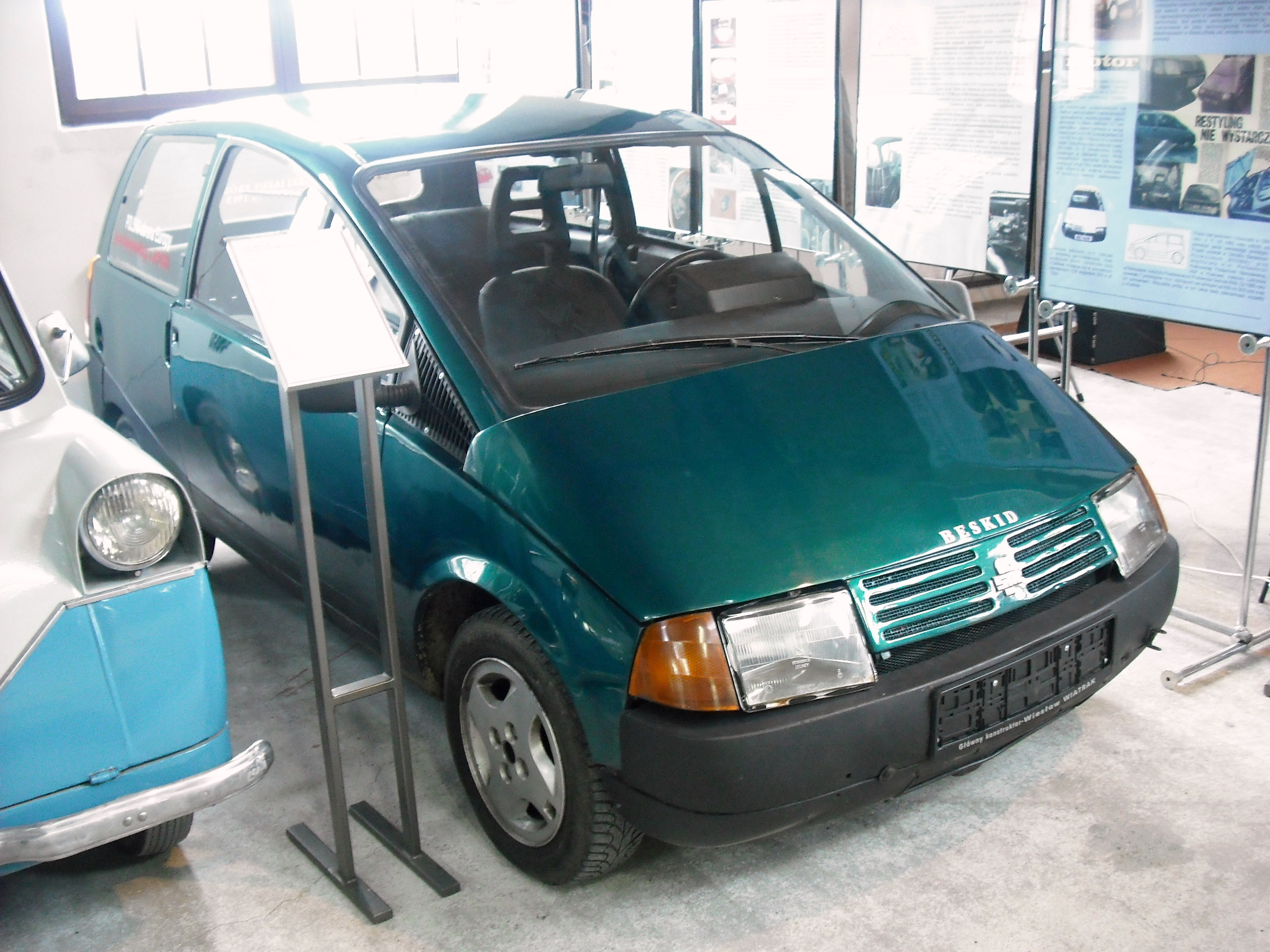
Protipo de la FSM, el "Beskid",[1] luego desarrollado en el Renault Twingo
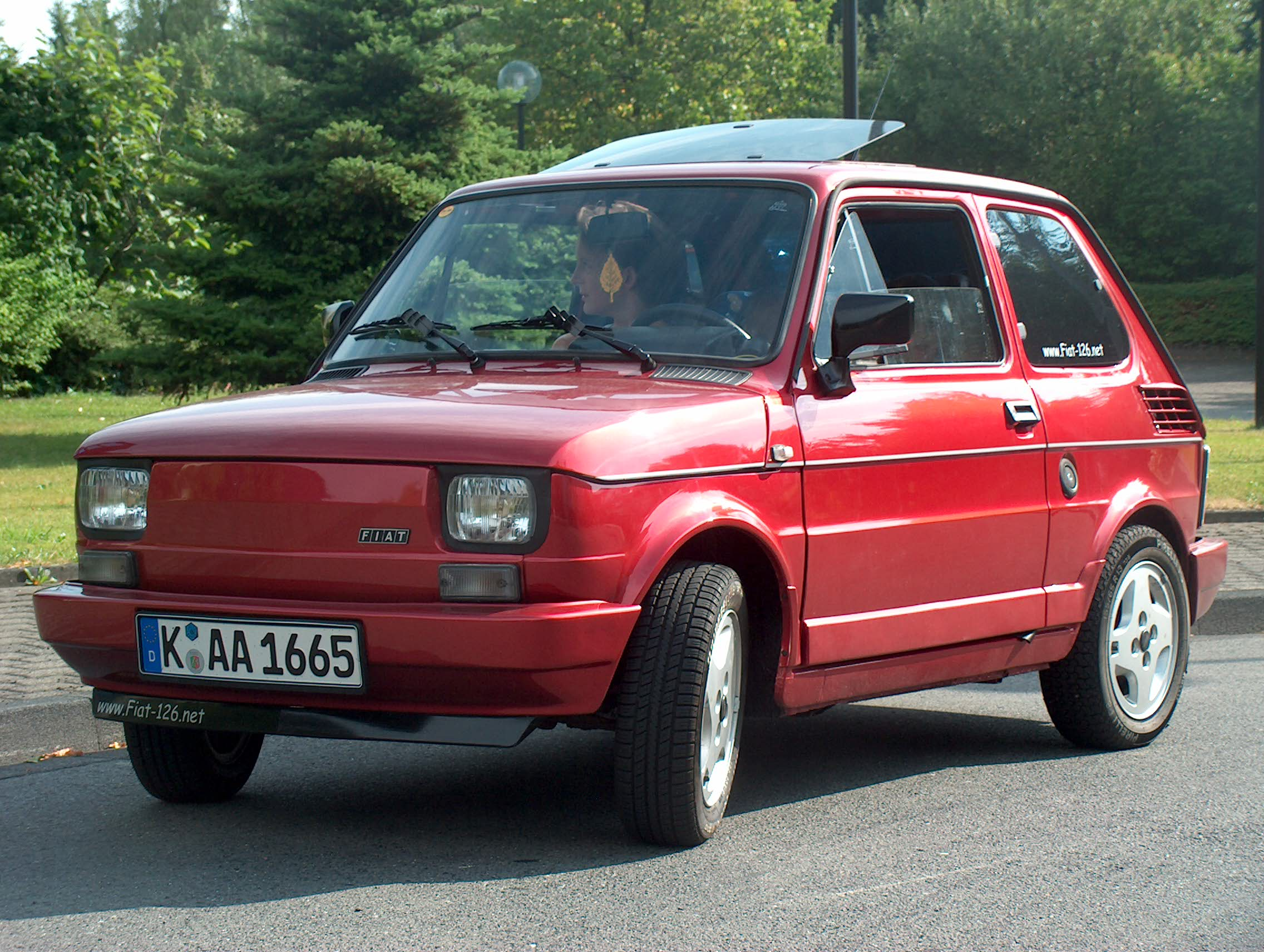
Fiat 126 BIS